# شهرستان زونگیانگ
شهرستان زونگیانگ (به لاتین: Zongyang County) یک شهرستان‌های جمهوری خلق چین در چین است که در تانگلینگ واقع شده‌است. شهرستان زونگیانگ ۱٬۸۰۸ کیلومتر مربع مساحت و ۹۶۰٬۰۰۰ نفر جمعیت دارد و ۱۰ متر بالاتر از سطح دریا واقع شده‌است.